# Vico Mantovani
Vico Mantovani (Ferrara, 13 febbraio 1869 – Ferrara, 22 ottobre 1938) è stato un ingegnere e politico italiano.

## Biografia
Ingegnere civile con specializzazione in materia agricola, è stato tra gli animatori del primo fascismo ferrarese post-sansepolcrista, in difesa degli agrari e delle classi dominanti. Con lo stesso scopo, in rappresentanza del comizio agrario ferrarese, viene eletto deputato nel listone del blocco d'ordine (1921) e mel PNF (1924), per essere poi nominato nel 1929. Ha ricoperto le cariche di consigliere comunale e provinciale a Ferrara ed è stato a lungo consultore durante il periodo podestarile. Ha fondato e presieduto l'Istituto federale di credito agrario.